# Le-Couteur-Gletscher
Der Le-Couteur-Gletscher ist ein rund 24 km langer Gletscher in der antarktischen Ross Dependency. Im Königin-Maud-Gebirge fließt er von den Nordwesthängen des Mount Hall und des Mount Daniel entlang der Westflanke der Lillie Range zum Ross-Schelfeis an der Dufek-Küste.
Die Südgruppe der New Zealand Geological Survey Antarctic Expedition (1963–1964) benannte ihn nach dem neuseeländischen Geologen Peter C. Le Couteur, einem Teilnehmer der New Zealand Federated Mountain Clubs Antarctic Expedition (1962–1963).